# Nederland op het Europees kampioenschap voetbal vrouwen 2025
Nederland was een van de deelnemende landen aan het Europees kampioenschap voetbal vrouwen 2025 in Zwitserland. Het was de vijfde deelname voor het land aan een EK. Oranje kwam in de groepsfase uit tegen Wales, Engeland en Frankrijk. Het team werd na een overwinning tegen Wales en twee nederlagen tegen Engeland en Frankrijk in de groepsfase uitgeschakeld.

## Kwalificatie en voorbereiding op het toernooi

### Kwalificatie
Nederland was een van de 51 leden van de UEFA die zich inschreef voor de kwalificatie voor het EK 2025. Nederland werd tweede in de groep waardoor het rechtstreeks gekwalificeerd was voor het EK.

### Groep 1
| Pos | Team           | Wed | W | G | V | Ptn | DV | DT | +/− | Kwalificatie                                                                    |  |       |       |       |       |
| --- | -------------- | --- | - | - | - | --- | -- | -- | --- | ------------------------------------------------------------------------------- |  | ----- | ----- | ----- | ----- |
| 1   | Italië         | 6   | 2 | 3 | 1 | 9   | 8  | 3  | +5  | Gekwalificeerd voor het eindtoernooi                                            |  |       | 2 – 0 | 1 – 1 | 4 – 0 |
| 2   | Nederland      | 6   | 2 | 3 | 1 | 9   | 4  | 4  | 0   | Gekwalificeerd voor het eindtoernooi                                            |  | 0 – 0 |       | 1 – 0 | 1 – 0 |
| 3   | Noorwegen (O)  | 6   | 1 | 4 | 1 | 7   | 7  | 4  | +3  | Kwalificatie voor de play-offs (geplaatste status)                              |  | 0 – 0 | 1 – 1 |       | 4 – 0 |
| 4   | Finland (O, R) | 6   | 1 | 2 | 3 | 5   | 4  | 12 | −8  | Kwalificatie voor de play-offs (geplaatste status) en degradatie naar divisie B |  | 2 – 1 | 1 – 1 | 1 – 1 |       |

1. 1 2  Gerangschikt op onderling aantal punten: Italië 4, Nederland 1.

Wedstrijden
|                            |                            |         |           | |
| 5 april 2024 18.15 (UTC+2) | Italië                     | 2 – 0   | Nederland | Stadion: San Vito-Gigi Marullastadion, Cosenza Toeschouwers: 4.300 Scheidsrechter: Ivana Martinčić |
| 5 april 2024 18.15 (UTC+2) | Giacinti 4' Bonfantini 59' | Verslag |           | Stadion: San Vito-Gigi Marullastadion, Cosenza Toeschouwers: 4.300 Scheidsrechter: Ivana Martinčić |
| 5 april 2024 18.15 (UTC+2) |                            |         |           | Stadion: San Vito-Gigi Marullastadion, Cosenza Toeschouwers: 4.300 Scheidsrechter: Ivana Martinčić |
| 5 april 2024 18.15 (UTC+2) |                            |         |           | Stadion: San Vito-Gigi Marullastadion, Cosenza Toeschouwers: 4.300 Scheidsrechter: Ivana Martinčić |
|                            |                            |         |           | |

|                            |                |         |           |                                                                                       |
| 9 april 2024 20.45 (UTC+2) | Nederland      | 1 – 0   | Noorwegen | Stadion: Rat Verlegh Stadion, Breda Toeschouwers: 9.486 Scheidsrechter: Cheryl Foster |
| 9 april 2024 20.45 (UTC+2) | Beerensteyn 6' | Verslag |           | Stadion: Rat Verlegh Stadion, Breda Toeschouwers: 9.486 Scheidsrechter: Cheryl Foster |
| 9 april 2024 20.45 (UTC+2) |                |         |           | Stadion: Rat Verlegh Stadion, Breda Toeschouwers: 9.486 Scheidsrechter: Cheryl Foster |
| 9 april 2024 20.45 (UTC+2) |                |         |           | Stadion: Rat Verlegh Stadion, Breda Toeschouwers: 9.486 Scheidsrechter: Cheryl Foster |
|                            |                |         |           |                                                                                       |

|                           |                 |         |         | |
| 31 mei 2024 20.45 (UTC+2) | Nederland       | 1 – 0   | Finland | Stadion: Spartastadion Het Kasteel, Rotterdam Toeschouwers: 9.089 Scheidsrechter: Frida Mia Klarlund Nielsen |
| 31 mei 2024 20.45 (UTC+2) | Beerensteyn 65' | Verslag |         | Stadion: Spartastadion Het Kasteel, Rotterdam Toeschouwers: 9.089 Scheidsrechter: Frida Mia Klarlund Nielsen |
| 31 mei 2024 20.45 (UTC+2) |                 |         |         | Stadion: Spartastadion Het Kasteel, Rotterdam Toeschouwers: 9.089 Scheidsrechter: Frida Mia Klarlund Nielsen |
| 31 mei 2024 20.45 (UTC+2) |                 |         |         | Stadion: Spartastadion Het Kasteel, Rotterdam Toeschouwers: 9.089 Scheidsrechter: Frida Mia Klarlund Nielsen |
|                           |                 |         |         | |

|                           |             |         |                 |                                                                                          |
| 4 juni 2024 19.00 (UTC+3) | Finland     | 1 – 1   | Nederland       | Stadion: Tammela Stadion, Tampere Toeschouwers: 7.677 Scheidsrechter: Sandra Braz Bastos |
| 4 juni 2024 19.00 (UTC+3) | Rantala 77' | Verslag | 17' Beerensteyn | Stadion: Tammela Stadion, Tampere Toeschouwers: 7.677 Scheidsrechter: Sandra Braz Bastos |
| 4 juni 2024 19.00 (UTC+3) |             |         |                 | Stadion: Tammela Stadion, Tampere Toeschouwers: 7.677 Scheidsrechter: Sandra Braz Bastos |
| 4 juni 2024 19.00 (UTC+3) |             |         |                 | Stadion: Tammela Stadion, Tampere Toeschouwers: 7.677 Scheidsrechter: Sandra Braz Bastos |
|                           |             |         |                 |                                                                                          |

|                            |           |         |                       |                                                                                             |
| 12 juli 2024 20.45 (UTC+2) | Nederland | 0 – 0   | Italië                | Stadion: Fortuna Sittard Stadion, Sittard Toeschouwers: 8.563 Scheidsrechter: Tess Olofsson |
| 12 juli 2024 20.45 (UTC+2) |           | Verslag | 90', 90+6' Bonfantini | Stadion: Fortuna Sittard Stadion, Sittard Toeschouwers: 8.563 Scheidsrechter: Tess Olofsson |
| 12 juli 2024 20.45 (UTC+2) |           |         |                       | Stadion: Fortuna Sittard Stadion, Sittard Toeschouwers: 8.563 Scheidsrechter: Tess Olofsson |
| 12 juli 2024 20.45 (UTC+2) |           |         |                       | Stadion: Fortuna Sittard Stadion, Sittard Toeschouwers: 8.563 Scheidsrechter: Tess Olofsson |
|                            |           |         |                       |                                                                                             |

|                            |                   |         |             |                                                                              |
| 16 juli 2024 19.00 (UTC+2) | Noorwegen         | 1 – 1   | Nederland   | Stadion: Brannstadion, Bergen Toeschouwers: 8.574 Scheidsrechter: Alina Peşu |
| 16 juli 2024 19.00 (UTC+2) | Graham Hansen 61' | Verslag | 80' Miedema | Stadion: Brannstadion, Bergen Toeschouwers: 8.574 Scheidsrechter: Alina Peşu |
| 16 juli 2024 19.00 (UTC+2) |                   |         |             | Stadion: Brannstadion, Bergen Toeschouwers: 8.574 Scheidsrechter: Alina Peşu |
| 16 juli 2024 19.00 (UTC+2) |                   |         |             | Stadion: Brannstadion, Bergen Toeschouwers: 8.574 Scheidsrechter: Alina Peşu |
|                            |                   |         |             |                                                                              |

## Hoofdtoernooi

### Uitrustingen
| Thuistenue | Uittenue |

### Selectie
| Nr.             | Naam                 | W | Goal | Kreeg geel | Kreeg voor de tweede keer geel en dus rood | Weggestuurd | Werd in het veld gebracht | Werd van het veld gehaald | Club                            |
| --------------- | -------------------- | - | ---- | ---------- | ------------------------------------------ | ----------- | ------------------------- | ------------------------- | ------------------------------- |
| Doelvrouwen     |                      |   |      |            |                                            |             |                           |                           |                                 |
| 1               | Daphne van Domselaar | 3 | 0    | 0          | 0                                          | 0           | 0                         | 0                         | Arsenal WFC                     |
| 16              | Lize Kop             | 0 | 0    | 0          | 0                                          | 0           | 0                         | 0                         | Tottenham Hotspur FC Women      |
| 23              | Daniëlle de Jong     | 0 | 0    | 0          | 0                                          | 0           | 0                         | 0                         | FC Twente                       |
| Verdedigsters   |                      |   |      |            |                                            |             |                           |                           |                                 |
| 2               | Lynn Wilms           | 2 | 0    | 0          | 0                                          | 0           | 1                         | 0                         | VfL Wolfsburg                   |
| 3               | Caitlin Dijkstra     | 3 | 0    | 1          | 0                                          | 0           | 3                         | 0                         | VfL Wolfsburg                   |
| 4               | Veerle Buurman       | 2 | 0    | 0          | 0                                          | 0           | 0                         | 2                         | PSV                             |
| 18              | Kerstin Casparij     | 3 | 0    | 0          | 0                                          | 0           | 0                         | 1                         | Manchester City WFC             |
| 20              | Dominique Janssen    | 3 | 0    | 0          | 0                                          | 0           | 0                         | 0                         | Manchester United WFC           |
| 22              | Ilse van der Zanden  | 0 | 0    | 0          | 0                                          | 0           | 0                         | 0                         | FC Utrecht                      |
| Middenveldsters |                      |   |      |            |                                            |             |                           |                           |                                 |
| 6               | Jill Roord           | 3 | 0    | 0          | 0                                          | 0           | 0                         | 1                         | Manchester City WFC / FC Twente |
| 8               | Sherida Spitse       | 3 | 0    | 0          | 0                                          | 0           | 2                         | 1                         | Ajax                            |
| 10              | Daniëlle van de Donk | 3 | 0    | 0          | 0                                          | 0           | 1                         | 2                         | OL Lyonnes                      |
| 14              | Jackie Groenen       | 3 | 0    | 1          | 0                                          | 0           | 0                         | 1                         | Paris Saint-Germain Féminines   |
| 17              | Victoria Pelova      | 3 | 2    | 1          | 0                                          | 0           | 0                         | 1                         | Arsenal WFC                     |
| 19              | Wieke Kaptein        | 3 | 0    | 0          | 0                                          | 0           | 1                         | 0                         | Chelsea FC Women                |
| 21              | Damaris Egurrola     | 1 | 0    | 0          | 0                                          | 0           | 1                         | 0                         | OL Lyonnes                      |
| Aanvalsters     |                      |   |      |            |                                            |             |                           |                           |                                 |
| 5               | Romée Leuchter       | 0 | 0    | 0          | 0                                          | 0           | 0                         | 0                         | Paris Saint-Germain Féminines   |
| 7               | Lineth Beerensteyn   | 3 | 0    | 0          | 0                                          | 0           | 2                         | 0                         | VfL Wolfsburg                   |
| 9               | Vivianne Miedema     | 2 | 1    | 0          | 0                                          | 0           | 0                         | 2                         | Manchester City WFC             |
| 11              | Esmee Brugts         | 3 | 1    | 0          | 0                                          | 0           | 1                         | 2                         | FC Barcelona Femení             |
| 12              | Chasity Grant        | 3 | 0    | 0          | 0                                          | 0           | 1                         | 1                         | Aston Villa WFC                 |
| 13              | Renate Jansen        | 1 | 0    | 0          | 0                                          | 0           | 1                         | 0                         | PSV                             |
| 15              | Katja Snoeijs        | 0 | 0    | 0          | 0                                          | 0           | 0                         | 0                         | Everton FC                      |

Technische staf
| Naam                 | Functie              |
| -------------------- | -------------------- |
| Technische staf      |                      |
| Andries Jonker       | Bondscoach           |
| Janneke Bijl         | Assistent-bondscoach |
| Arvid Smit           | Assistent-bondscoach |
| Erskine Schoenmakers | Keeperstrainer       |

### Groepsfase

#### Groep D
| Pos | Team      | Wed | W | G | V | Ptn | DV | DT | +/− | Kwalificatie           |
| --- | --------- | --- | - | - | - | --- | -- | -- | --- | ---------------------- |
| 1   | Frankrijk | 3   | 3 | 0 | 0 | 9   | 11 | 4  | +7  | Naar de volgende ronde |
| 2   | Engeland  | 3   | 2 | 0 | 1 | 6   | 11 | 3  | +8  | Naar de volgende ronde |
| 3   | Nederland | 3   | 1 | 0 | 2 | 3   | 5  | 9  | −4  |                        |
| 4   | Wales     | 3   | 0 | 0 | 3 | 0   | 2  | 13 | −11 |                        |

#### Wedstrijden

##### Wales – Nederland
|                           |       |         |                                                             |                                                                           |
| 5 juli 2025 18.00 (UTC+2) | Wales | 0 – 3   | Nederland                                                   | Swissporarena, Luzern Toeschouwers: 14.147 Scheidsrechter: Frida Klarlund |
| 5 juli 2025 18.00 (UTC+2) |       | Verslag | 45+3' Vivianne Miedema 48' Victoria Pelova 57' Esmee Brugts | Swissporarena, Luzern Toeschouwers: 14.147 Scheidsrechter: Frida Klarlund |

| Wales | Nederland |

##### Engeland – Nederland
|                           |                                                            |         |           |                                                                             |
| 9 juli 2025 18.00 (UTC+2) | Engeland                                                   | 4 – 0   | Nederland | Letzigrund, Zürich Toeschouwers: 22.600 Scheidsrechter: Edina Alves Batista |
| 9 juli 2025 18.00 (UTC+2) | Lauren James 22', 60' Georgia Stanway 45+2' Ella Toone 67' | Verslag |           | Letzigrund, Zürich Toeschouwers: 22.600 Scheidsrechter: Edina Alves Batista |

| Engeland | Nederland |

##### Nederland – Frankrijk
|                            |                                            |         | |                                                                            |
| 13 juli 2025 21.00 (UTC+2) | Nederland                                  | 2 – 5   | Frankrijk                                                                                                | St. Jakob-Park, Bazel Toeschouwers: 34.133 Scheidsrechter: Ivana Martinčić |
| 13 juli 2025 21.00 (UTC+2) | Victoria Pelova 26' Selma Bacha 41' (e.d.) | Verslag | 22' Sandie Toletti 61' Marie-Antoinette Katoto 64', 67' Delphine Cascarino 90+2' (pen.) Sakina Karchaoui | St. Jakob-Park, Bazel Toeschouwers: 34.133 Scheidsrechter: Ivana Martinčić |

| Nederland | Frankrijk |

## Voetnoten
KNVB ·
A-internationals ·
Bondscoaches ·
Topscorers ·
Jong OranjeLeeuwinnen ·
Vrouwen U20 ·
Vrouwen U19 ·
Vrouwen U18 ·
Vrouwen U17 ·
Vrouwen U16 ·
Vrouwen U15

EK-wedstrijden vrouwen ·
WK-wedstrijden vrouwen ·
Resultaten vrouwen kwalificaties en eindronden
1971 – 1979 ·
1980 – 1989 ·
1990 – 1999 ·
2000 – 2009 ·
2010 – 2019 ·
2020 – 2029
EK 2009 ·
EK 2013 ·
WK 2015 · 
EK 2017 · 
WK 2019 · 
OS 2020 · 
EK 2022 · 
WK 2023 · 
EK 2025
Albanië ·
Australië ·
België ·
Brazilië ·
Canada ·
Chili ·
China ·
Costa Rica ·
Cyprus ·
Denemarken ·
Duitsland ·
Engeland ·
Estland ·
Finland ·
Frankrijk ·
GOS ·
Griekenland ·
Hongarije ·
Ierland ·
IJsland ·
Indonesië ·
Israël ·
Italië ·
Ivoorkust ·
Japan ·
Kameroen ·
Kosovo ·
Kroatië ·
Mexico ·
Nieuw-Zeeland ·
Nigeria ·
Noord-Ierland ·
Noord-Korea ·
Noord-Macedonië ·
Noorwegen ·
Oekraïne ·
Oostenrijk ·
Polen ·
Portugal ·
Roemenië ·
Rusland ·
Schotland ·
Servië ·
Slovenië ·
Slowakije ·
Spanje ·
Thailand ·
Tsjechië ·
Turkije ·
Verenigde Staten ·
Vietnam ·
Wales ·
Wit-Rusland ·
Zambia ·
Zuid-Afrika ·
Zweden ·
Zwitserland
Denemarken (2017) ·
Verenigde Staten (2019)